# Какань
Какань (босн. и хорв. Kakanj, серб. Какањ) — город в центральной части Боснии и Герцеговины, в Зеницко-Добойском кантоне Федерации Боснии и Герцеговины, административный центр одноимённой общины, промышленный центр.

## История
Какань как название населённого пункта впервые в истории упоминается в грамоте короля Степана Дабиша, выданной воеводе Хрвое Вукчичу Хрватиничу 15 апреля 1392 года, в которой сказано, что за проявленную доблесть в бою против турок дарится воеводе Хрвое Вукчичу два села, а именно: село Каканов в жупе Трстивницы и село Храст в жупе Лука.
Какань упоминается в 1468 году как поселение с 90 избами. Старое историческое ядро города находится в селе, которое теперь носит название Дони-Какань (Нижний Какань) и ещё с турецких времён было местом расположения суда и базара.
В 1900 году в Какани заложена угольная шахта, которая заработала в 1902 году. В последующие сто лет город застраивался стихийно, не по нормам градостроительства, сначала вокруг шахты, а впоследствии вдоль берегов рек Згоща и Босна.

### События и последствия Боснийской войны
В начале Боснийской войны обстановка в Какани была достаточно спокойной. Город оказался посреди Боснии, контролируемой властями в Сараево территории, на пути сообщения с Зеницей. Большинство сербского меньшинства вскоре покинуло Какань, а в город прибыли боснийские беженцы из контролируемых сербами городов. После подписания между хорватами и босняками Вашингтонского соглашения и создании Федерации Боснии и Герцеговины ситуация в Какани улучшилась, но беглецы не вернулись. Медико-санитарные условия были плохими, хотя и не критическими; в 1994 году зафиксирована вспышка гепатита. Продовольственную безопасность удалось взять под контроль благодаря гуманитарной помощи, хотя цены оставались непомерно высокими, а большинство семей выживали за помощью пайков по месту работы и приусадебных участков. Почти всё производство остановилось, никто не получал зарплату, только ежемесячные продуктовые наборы.
После войны, с 1995 по 1998 год, несколько сотен хорватов поодиночке вернулись в Какань, прибыли обратно в свои дома и 3 000 беженцев-бошняков. Экономическая жизнь в Какани, несмотря на обещания, не налаживалась. Цементный завод работал не на полную силу, шахта добывала уголь, неконкурентоспособно из-за примеси. Немало молодых людей покидали город, работали гастарбайтерами в Германии или где-либо и не собирались возвращаться.